# Oppeven
Oppeven is een voormalige buurtschap in het zuiden van de Nederlandse provincie Limburg en was een van de vijf oorspronkelijke kernen van de voormalige gemeente Oirsbeek (thans gemeente Beekdaelen). Oppeven ligt aan de voormalige provinciale weg van Heerlen naar Sittard (N581), ongeveer een halve kilometer ten oosten van de oude dorpskern van Oirsbeek. Ze ligt in het Kakkertdal en wordt in het oosten begrensd wordt door  de Bosberg, Hulterberg en Gallenberg. In de loop van de twintigste eeuw is de buurtschap aan de dorpskern vastgegroeid en tegenwoordig wordt ze, net zoals Gracht, niet meer als een aparte kern gezien maar als woonbuurt van Oirsbeek.

## Geschiedenis
Oppeven was een lintdorp dat vermoedelijk ontstaan is langs een vroegmiddeleeuwse verbindingsweg tussen Aken en Aldeneik en aan het vroegere riviertje de Oirsbeek (in de volksmond de "Vlood"). Vanaf 1839 kwam het te liggen aan de provinciale weg van Heerlen naar Sittard. Ook enkele verspreide huizen en boerderijen langs de huidige Altaarstraat, Douvenderweg, Hagerweg, Hulterweg, Oppevenerweg en Putstraat werden tot de buurtschap gerekend. Een aantal historische panden waaronder twee voormalige vakwerkboerderijen is tot op heden bewaard gebleven. Aan de Hagerweg bevindt zich verder de romp van de Molen van Dortants, een oude windmolen gebouwd tijdens de Franse tijd. Bij de volkstelling in 1840 bestond Oppeven uit 55 huizen met 290 inwoners.
De plaatsnaam "Oppeven" is een verbastering van "Ophoven" en verwijst naar de ligging van de buurtschap aan de Oirsbeek ten opzichte van de dorpskern, stroomopwaarts. Het riviertje is tegenwoordig geheel overkluisd.

## Fotogalerij

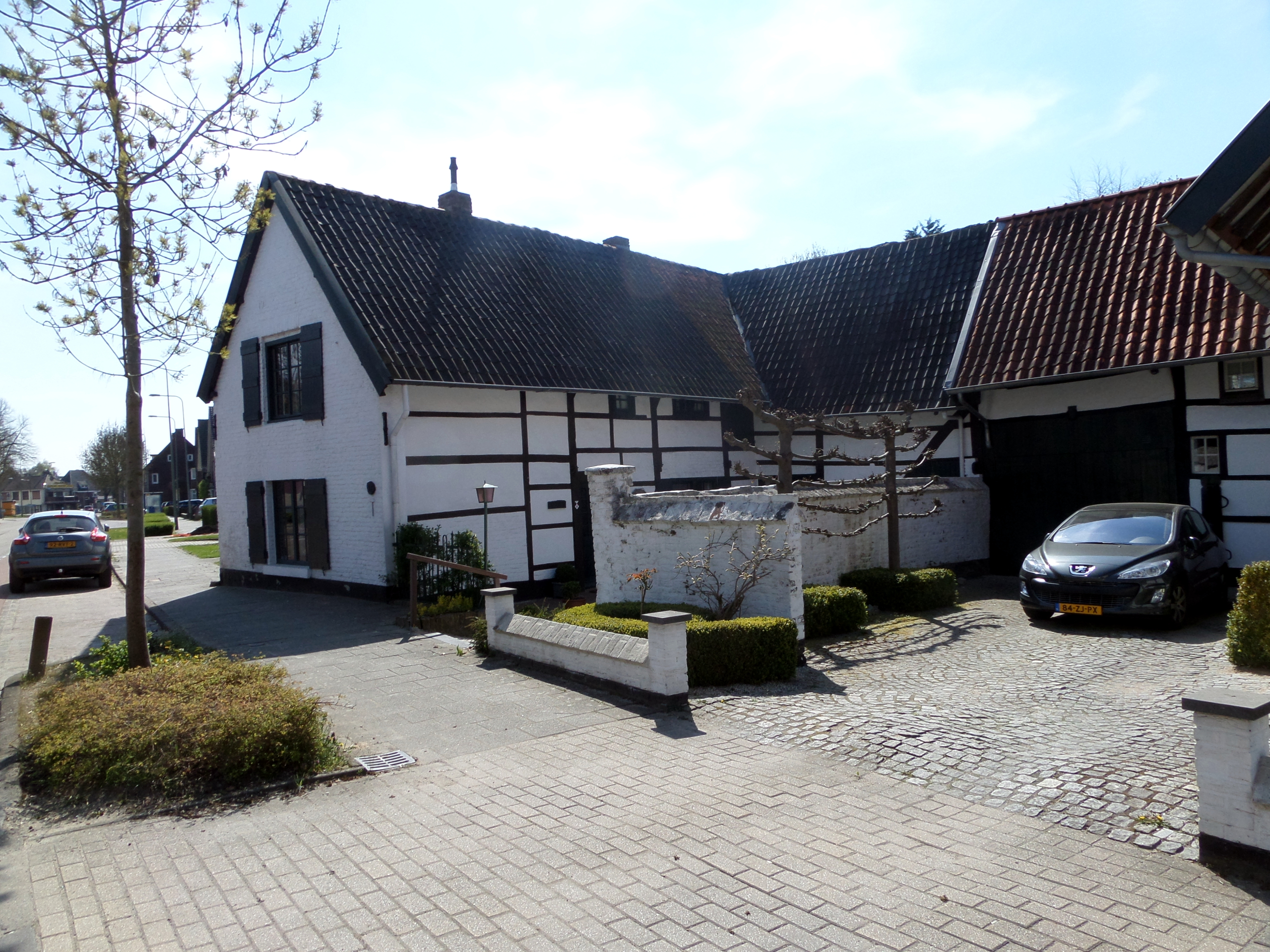
Provincialeweg Zuid 37
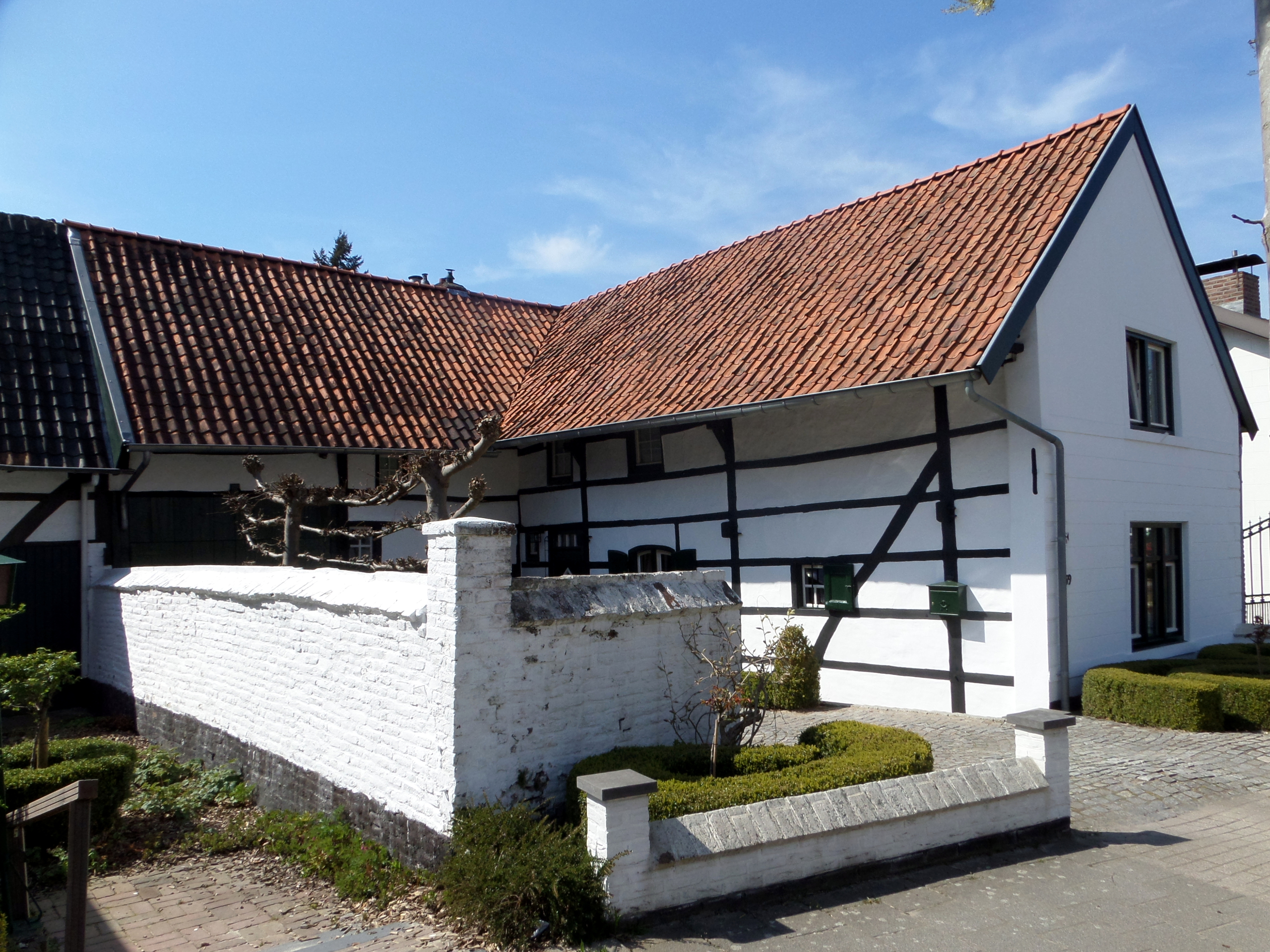
Provincialeweg Zuid 39

Dorpen: Aalbeek · Amstenrade · Arensgenhout · Bingelrade · Doenrade · Hulsberg · Jabeek · Merkelbeek · Nuth · Oirsbeek · Puth · Schimmert · Schinnen · Schinveld · Sweikhuizen · Vaesrade · Wijnandsrade

Buurtschappen en gehuchten: Bovenste Puth · Brand · Breinder · Brommelen · Daniken (deels) · Douvergenhout · Etzenrade · Gracht · Grijzegrubben · Haasdal · Hegge · Heisterbrug · Helle · Hellebroek · Hommert · Hunnecum · Kamp · Kathagen · Klein-Doenrade · Kleingenhout · Kling · Kruis · Laar · Leeuw · Nagelbeek · Nierhoven · Oensel · Onderste Puth · Op de Bies · Op den Hering · Oppeven · Reuken · Swier · Terstraten · Tervoorst · Thull · Viel · Vink · Wintraak · Wissengracht · Wolfhagen

Limburg: Steden en dorpen      Nederland: Provincies · Gemeenten